# Violet La Plante
Violet La Plante, nata Violet LaPlant (Saint Louis, 17 gennaio 1908 – La Jolla, 1º giugno 1984), è stata un'attrice statunitense.

## Biografia
Quando Lydia Elizabeth Turk (1870-1956) divorziò dal marito William LaPlant (1880-1945) si trasferì con le due figlie Laura e Violet da Saint Louis in California. Mentre Laura divenne ben presto una stella di prima grandezza di Hollywood, Violet, che utilizzò anche lo pseudonimo di Violet Avon, debuttò al cinema nel 1924 a fianco di Buddy Roosevelt nel film Battling Buddy. Seguirono pochi altri film, ma nel 1925 fu scelta a far parte delle tredici WAMPAS Baby Stars, le giovani promesse del cinema.
Non ebbe tuttavia successo, e dopo quella nomina recitò soltanto quattro film, Sposata e presto divorziata, ebbe un figlio, Roger Benson. Morì a 76 anni nel 1984 a La Jolla e fu sepolta a El Camino Memorial Park di San Diego.

## Riconoscimenti
- WAMPAS Baby Star nel 1925

## Filmografia

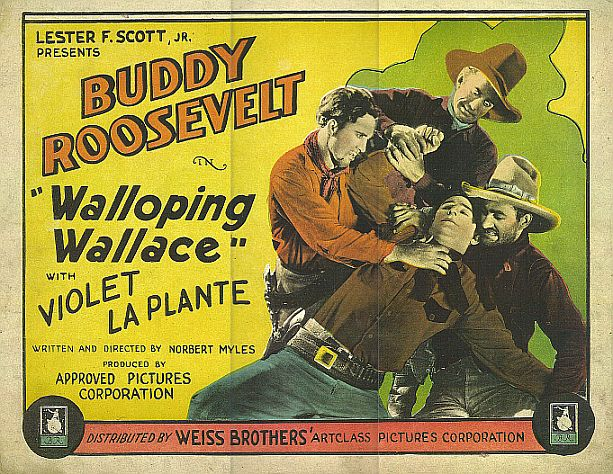
Poster del film Walloping Wallace

- Battling Buddy, regia di Richard Thorpe (1924)
- The Clean Heart, regia di Stuart Blackton (1924)
- Walloping Wallace, regia di Norbert A. Myles e Richard Thorpe (1924)
- A Race for a Ranch, regia di Ernst Laemmle - cortometraggio (1924)
- His Majesty the Outlaw, regia di Jacques Jaccard (1924)
- The Red Rage, regia di Ernst Laemmle - cortometraggio (1924)
- The Hurricane Kid, regia di Edward Sedgwick (1925)
- The Ramblin' Galoot, regia di Fred Bain (1926)
- La dimora infestata (The Haunted Homestead), regia di William Wyler - cortometraggio (1927)
- My Home Town, regia di Scott Pembroke (1928)
- How to Handle Women, regia di William James Craft (1928)
- The Valiant Rider, regia di Bruce M. Mitchell - cortometraggio (1928)